# 尚泰芭提雅购物中心
尚泰芭提雅购物中心（Central Pattaya），前稱尚泰芭提雅海滩购物中心（CentralFestival Pattaya Beach）是一座位於泰國春武里府芭提雅的購物中心，於2009年開幕。
商場位於芭提雅市中心海灘路，鄰近芭提雅9巷，另一側緊鄰芭堤雅二路。約300間客房的五星級酒店 - 芭堤雅希爾頓酒店（Hilton Pattaya）設於商場之上。

## 脚注
1. 1 2  Annual Report 2011，第253頁.
2. ↑  Fact Sheet，第1頁.
3. 1 2  Annual Report 2011，第56頁.
4. ↑  Form 56-1 2011，第24頁.
5. ↑  Annual Report 2011，第49頁.

## 外部連結
- 商場網站 （页面存档备份，存于）
- 芭堤雅希爾頓酒店網站 （页面存档备份，存于）